# James Michel
James Alix Michel (n. 1944) és un polític de Seychelles, president del país des del 14 d'abril de 2004 fins a 16 d'octubre de 2016.
Michel comença la seva vida professional com a instructor però des de l'obertura de l'illa al turisme després de la construcció d'un aeroport internacional en Mahé en 1971, Michel es va reconvertir a aquesta activitat més lucrativa. Políticament, integra el Partit Popular Unit de Seychelles de France-Albert René poc abans de la independència del 29 de juny de 1976.
Michel es manté en l'ombra de René durant tota la seva carrera política. Després del cop d'estat pacífic que va esfondrar a France-Albert René al poder el 5 de juny de 1977, Michel ocupa els llocs ministerials més importants, com l'economia. Michel intenta també promoure i desenvolupar una democràcia més oberta. En 1993, les primeres eleccions lliures tenen lloc després de la presa del poder del president René. Els resultats d'aquesta democratització no són plens: la premsa segueix sent controlada i les eleccions probablement manipulades. Així, les presidencials del 2001 i les legislatives de 2002 potser haurien pogut inclinar-se en favor del cap de l'oposició Wavel Ramkalawan i el seu Partit Nacional des Seychelles (Partit Nacional de Seychelles).
En 1996, Michel és nomenat vicepresident de France-Albert René i li succeeix el 14 d'abril de 2004. El nou president ha d'encarar la crisi pressupostària que amenaça a l'arxipèlag: el turisme segueix sent el principal motor de l'economia però l'Estat, per desenvolupar les seves infraestructures, s'ha sumit en un profund dèficit pressupostari.